# Холокост в Речицком районе
Холокост в Ре́чицком районе — систематическое преследование и уничтожение евреев на территории Речицкого района Гомельской области оккупационными властями нацистской Германии и коллаборационистами в 1941—1944 годах во время Второй мировой войны, в рамках политики «Окончательного решения еврейского вопроса» — составная часть Холокоста в Белоруссии и Катастрофы европейского еврейства.

## Геноцид евреев в районе
Речицкий район был полностью оккупирован немецкими войсками в августе 1941 года, и оккупация продлилась до ноября 1943 года. Нацисты включили Речицкий район в состав территории, административно отнесённой в состав генерального округа «Житомир» рейхскомиссариата Украина.
Для осуществления политики геноцида и проведения карательных операций сразу вслед за войсками в район прибыли карательные подразделения войск СС, айнзатцгруппы, зондеркоманды, тайная полевая полиция (ГФП), полиция безопасности и СД, жандармерия и гестапо.
Во всех крупных деревнях района были созданы районные (волостные) управы и полицейские гарнизоны из коллаборационистов.
Одновременно с оккупацией нацисты и их приспешники начали поголовное уничтожение евреев. «Акции» (таким эвфемизмом гитлеровцы называли организованные ими массовые убийства) повторялись множество раз во многих местах. В тех населенных пунктах, где евреев убили не сразу, их содержали в условиях гетто вплоть до полного уничтожения, используя на тяжелых и грязных принудительных работах, от чего многие узники умерли от непосильных нагрузок в условиях постоянного голода и отсутствия медицинской помощи.
За время оккупации практически все евреи Речицкого района были убиты, а немногие спасшиеся в большинстве воевали впоследствии в партизанских отрядах.
Евреев в районе убивали в Речице, Василевичах, деревнях Горваль (33 человека 7 сентября 1941 года), Дуброва, Крынки, Холмеч (около 60 человек) и многих других местах.

## Гетто

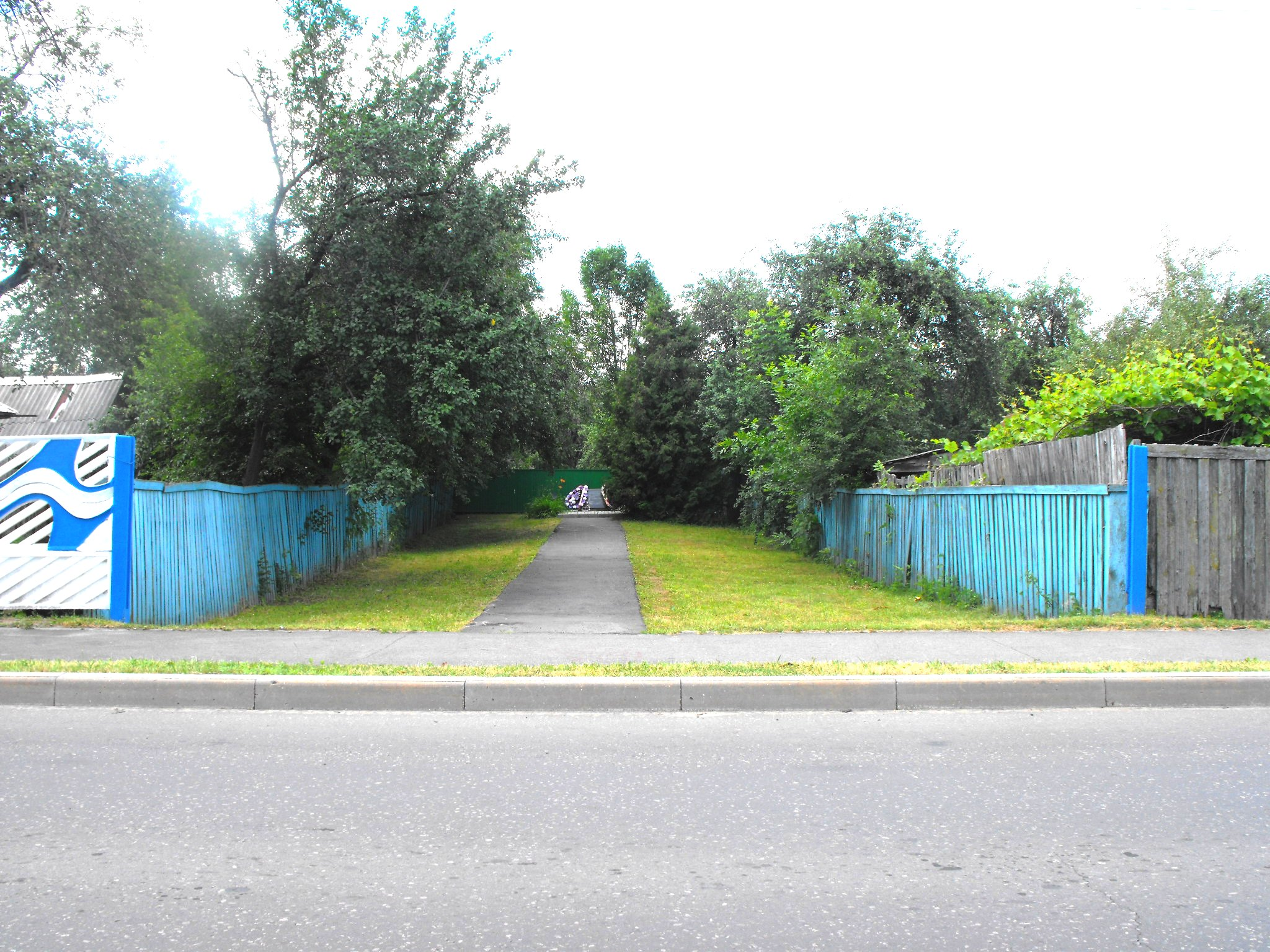
Памятник евреям Речицы на улице Фрунзе

Оккупационные власти под страхом смерти запретили евреям снимать желтые латы или шестиконечные звезды (опознавательные знаки на верхней одежде), выходить из гетто без специального разрешения, менять место проживания и квартиру внутри гетто, ходить по тротуарам, пользоваться общественным транспортом, находиться на территории парков и общественных мест, посещать школы.
Реализуя нацистскую программу уничтожения евреев, немцы создавали гетто почти во всех городах и населённых пунктах Беларуси, где проживало еврейское население. Так и в Речицком районе оккупанты организовали одно гетто — в Речице, где ко второй половине декабря 1941 года замучили и убили около 3500 человек.

## Случаи спасения и «Праведники народов мира»
В Речицком районе 7 человек были удостоены почетного звания «Праведник народов мира» от израильского мемориального института «Яд Вашем» «в знак глубочайшей признательности за помощь, оказанную еврейскому народу в годы Второй мировой войны»:
- Анищенко Ольга — за спасение Райхлиной Маши в Речице[21];
- Богданова Елена — за спасение Бородич (Урецкой) Ларисы в Речице[22];
- Золотухина Федора — за спасение Золотухина Марата в Грановке[23];
- Сопот Степан и Александра, Белый Филипп и Белая Юлиана — за спасение Нехинзона Якова в Василевичах[24].

## Память
Опубликованы неполные списки жертв геноцида евреев в Речицком районе.
Три памятника убитым евреям установлены в Речице.